# Aerobryopsis hokinensis
Aerobryopsis hokinensis là một loài Rêu trong họ Meteoriaceae. Loài này được (Besch.) Broth. miêu tả khoa học đầu tiên năm 1906.